# Pselaphochernes parvus
Espèce
Pselaphochernes parvus est une espèce de pseudoscorpions de la famille des Chernetidae.

## Distribution
Cette espèce est endémique des États-Unis. Elle se rencontre en Arkansas, au Tennessee, en Illinois et au Wisconsin.

## Publication originale
- Hoff, 1945 : New species and records of pseudoscorpions from Arkansas. Transactions of the American Microscopical Society, vol. 64, p. 34-57.